# Piz Turba
Der Piz Turba ⓘ (rätoromanisch aus dem fränkischen turba für ‚Torf‘) ist ein Berg südlich von Juf und nördlich vom Bergell im Kanton Graubünden in der Schweiz mit einer Höhe von 3018 m ü. M. Durch die Nähe zu Juf und zum Skigebiet von Bivio ist er ein beliebter, einfach zu erreichender Skitourenberg.

## Lage und Umgebung
Der Piz Turba gehört zur Kette Piz Turba – Piz Scalotta, einer Untergruppe der Oberhalbsteiner Alpen. Auf dem Gipfel treffen sich die Gemeindegrenzen zwischen Avers, Surses und Bregaglia. Der Piz Turba wird im Norden durch die Juferalpa, im Osten durch die Val Turba und im Südwesten durch die Val Lunga eingefasst.
Zu den Nachbargipfeln gehören der Piz Forcellina, der Piz Mäder, der Piz Piot, die Grauhörner und das Juferhorn.
Talorte sind Juf und Casaccia. Häufiger Ausgangspunkt im Winter ist die Bergstation der Bivio Sportanlagen.

## Routen zum Gipfel

### Sommerrouten

#### Über den Turbagletscher
Der Turbagletscher hat sich auf einen kleinen Schneefleck am Nordwestfuss des Piz Forcellina zurückgebildet
- Ausgangspunkt: Bivio (1769 m), Casaccia (1458 m) oder Juf (2117 m)
- Via: Forcellina (2672 m)

1. Von Bivio über die Alp da Sett bis zum Kreuz kurz vor dem Septimerpass (2268 m), dann nach rechts zur Forcellina
2. Von Casaccia durch die Val Maroz über den Septimerpass (2310 m) und dann zur Forcellina
3. Von Juf zur Forcellina

- Schwierigkeit: EB, bis zur Forcellina als Wanderweg weiss-rot-weiss markiert.
- Zeitaufwand (1 Stunde von der Forcellina, 2 Stunden vom Septimerpass):

1. 4½ Stunden von Bivio
2. 4½ Stunden von Casaccia
3. 2¾ Stunden von Juf

#### Durch die Val Turba
- Ausgangspunkt: Casaccia (1458 m)
- Via: Septimerweg bis P. 2189, dann durch die Val Turba zum Grat zwischen Piz Forcellina und Piz Turba, dann auf den Nordhang
- Schwierigkeit: BG
- Zeitaufwand: 4½ Stunden

#### Über den Südgrat
- Ausgangspunkt: Casaccia (1458 m)
- Via: P. 2870 (Grat zwischen Piz Turba und Piz Mäder), dann via Südgrat (einzelne Zacken links umgehen)
- Schwierigkeit: BG
- Zeitaufwand: 4½ Stunden

#### Über den Westgrat
- Ausgangspunkt: Casaccia (1458 m) oder Juf (2117 m)
- Via: Juferjoch (2765 m)
- Schwierigkeit: EB
- Zeitaufwand: 5¼ Stunden von Casaccia oder 2¾ Stunden von Juf (¾ Stunden vom Juferjoch)

### Winterrouten

#### Von Mot Scalotta
- Ausgangspunkt: Bergstation der Bivio Sportanlagen (2560 m)
- Via: Leg Curegia (2594 m), Forcellina (2672 m) zum Westgrat des Piz Turba. Skidepot unweit des Gipfels
- Expositionen: NE, SE
- Schwierigkeit: WS
- Zeitaufwand: 2 Stunden

#### Von Bivio
- Ausgangspunkt: Bivio (1769 m)
- Via: Tgavretga, Forcellina
- Expositionen: N, NE
- Schwierigkeit: WS
- Zeitaufwand: 4½ Stunden
- Bemerkung: Vor allem als Abfahrtsroute gewählt.

#### Von Juf
- Ausgangspunkt: Juf (2117 m)
- Via: Entlang der Sommerroute zuerst steil bis fast zur Fuorcla da la Valletta (P. 2566), dann ebenfalls steil zur Forcellina (2672 m)
- Expositionen: NE, W
- Schwierigkeit: ZS-
- Zeitaufwand: 3½ Stunden
- Bemerkung: Als Abfahrt wenig geeignet

#### Abfahrt nach Juf
Eindrucksvolle Steilabfahrt, die absolut sichere Verhältnisse voraussetzt (35–40° auf 400 Hm), die Einfahrt ins Couloir bis 45°. Das Couloir ist von oben nicht leicht zu finden.
- Ziel: Juf (2117 m)
- Via: Vom Skidepot nach Norden
- Expositionen: NW
- Schwierigkeit: S

## Galerie

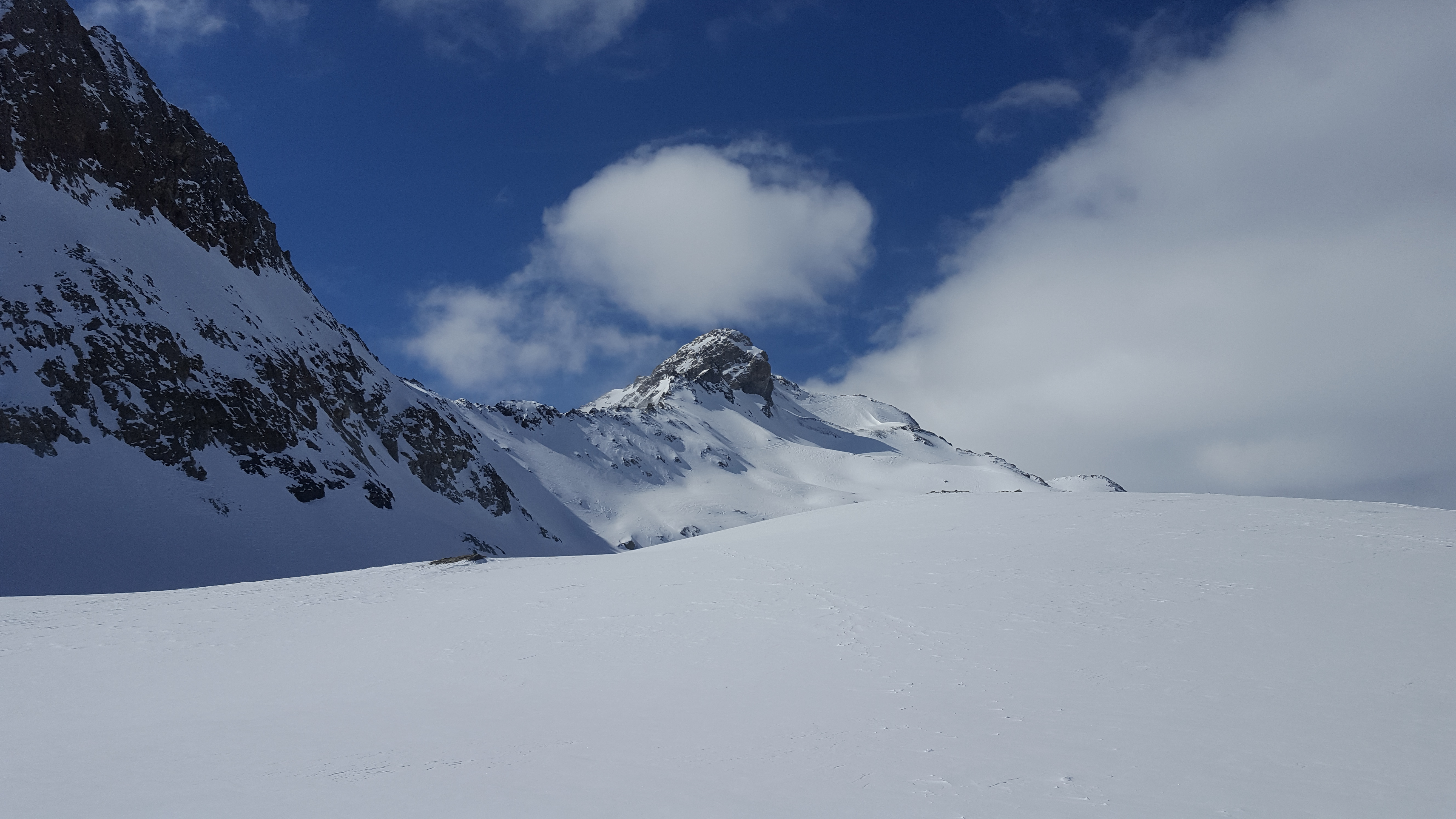
Piz Turba, aufgenommen von der Forcellina.
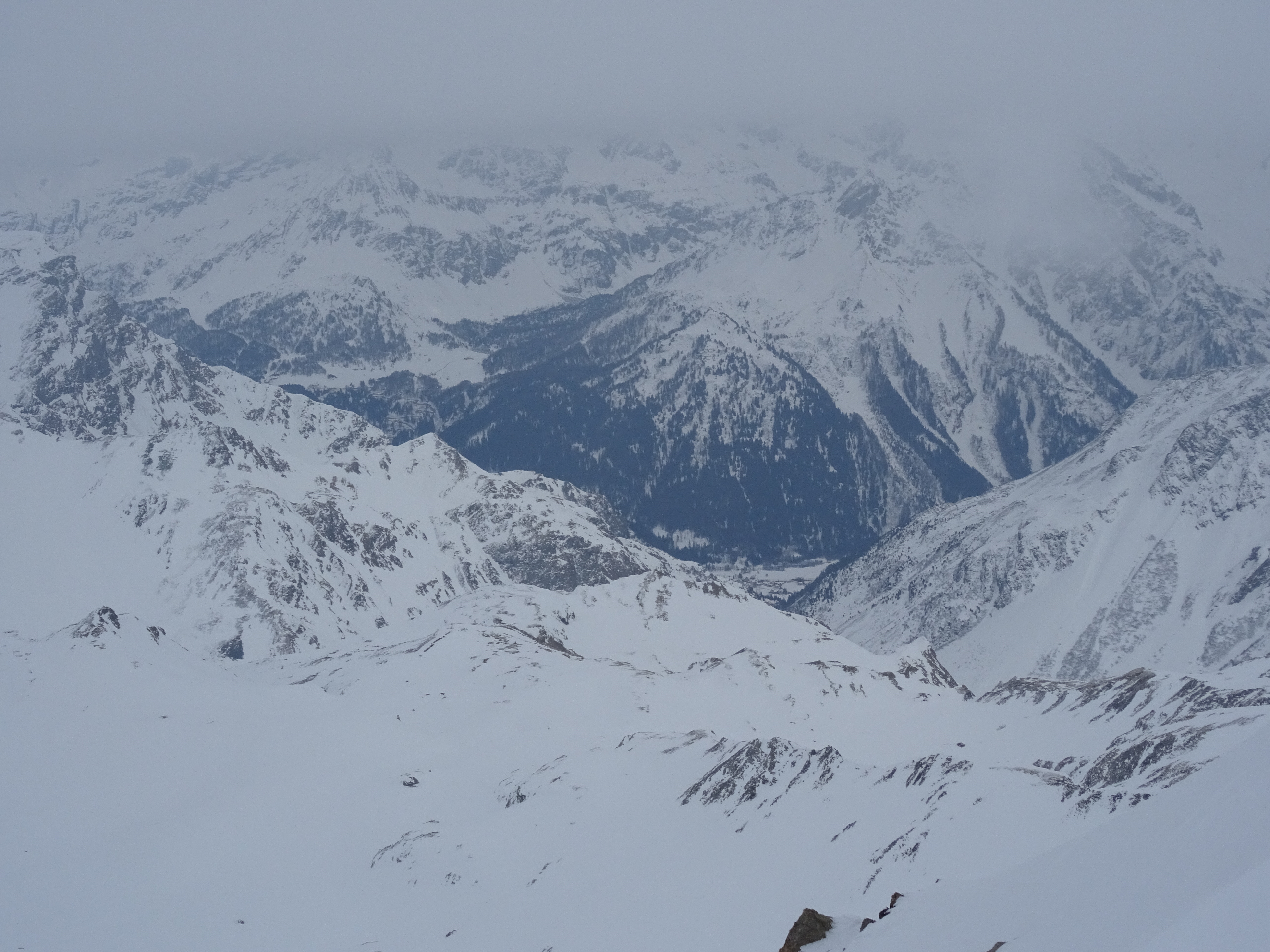
Blick nach Osten auf Casaccia.
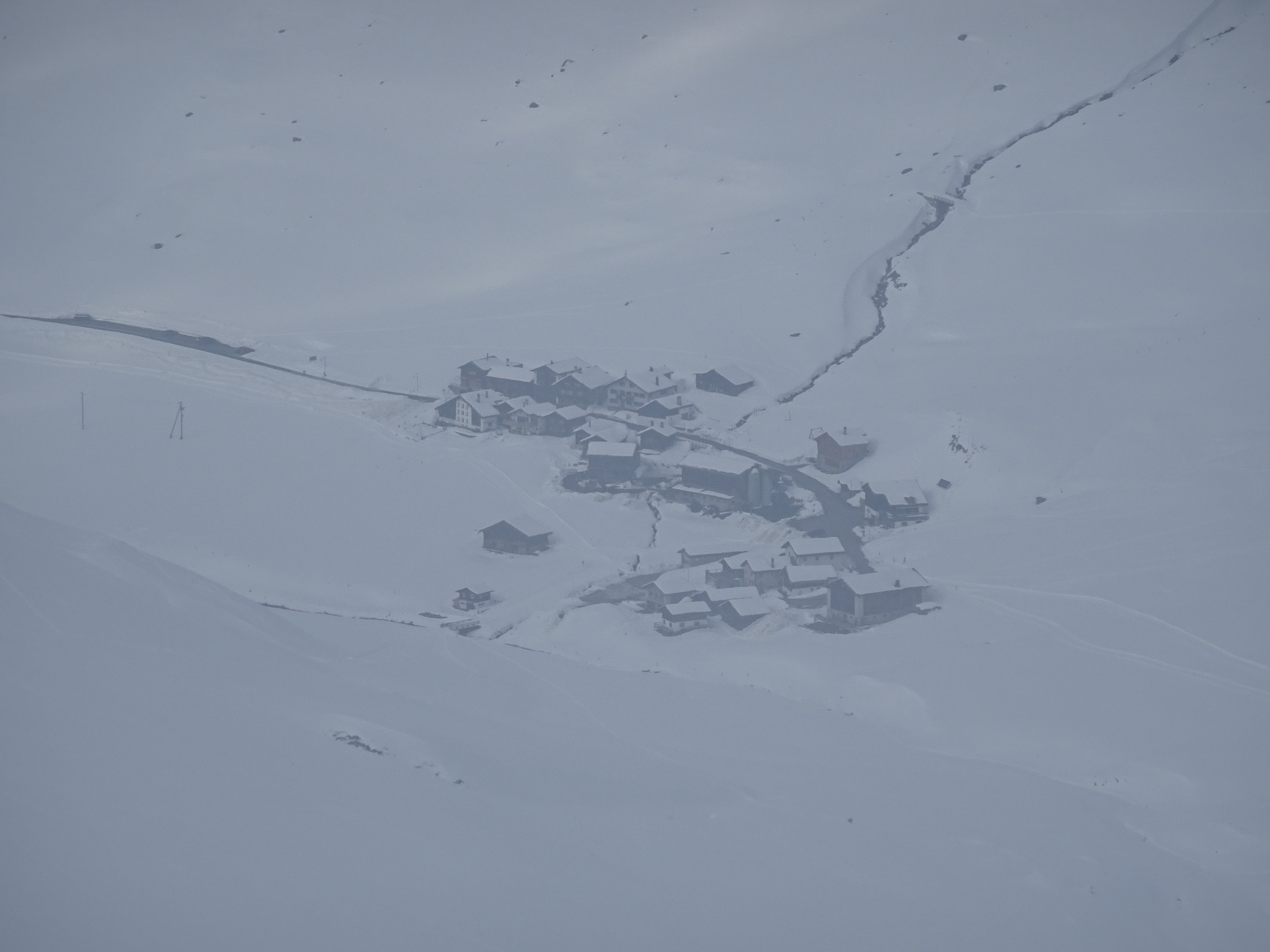
Blick nach Norden auf Juf.
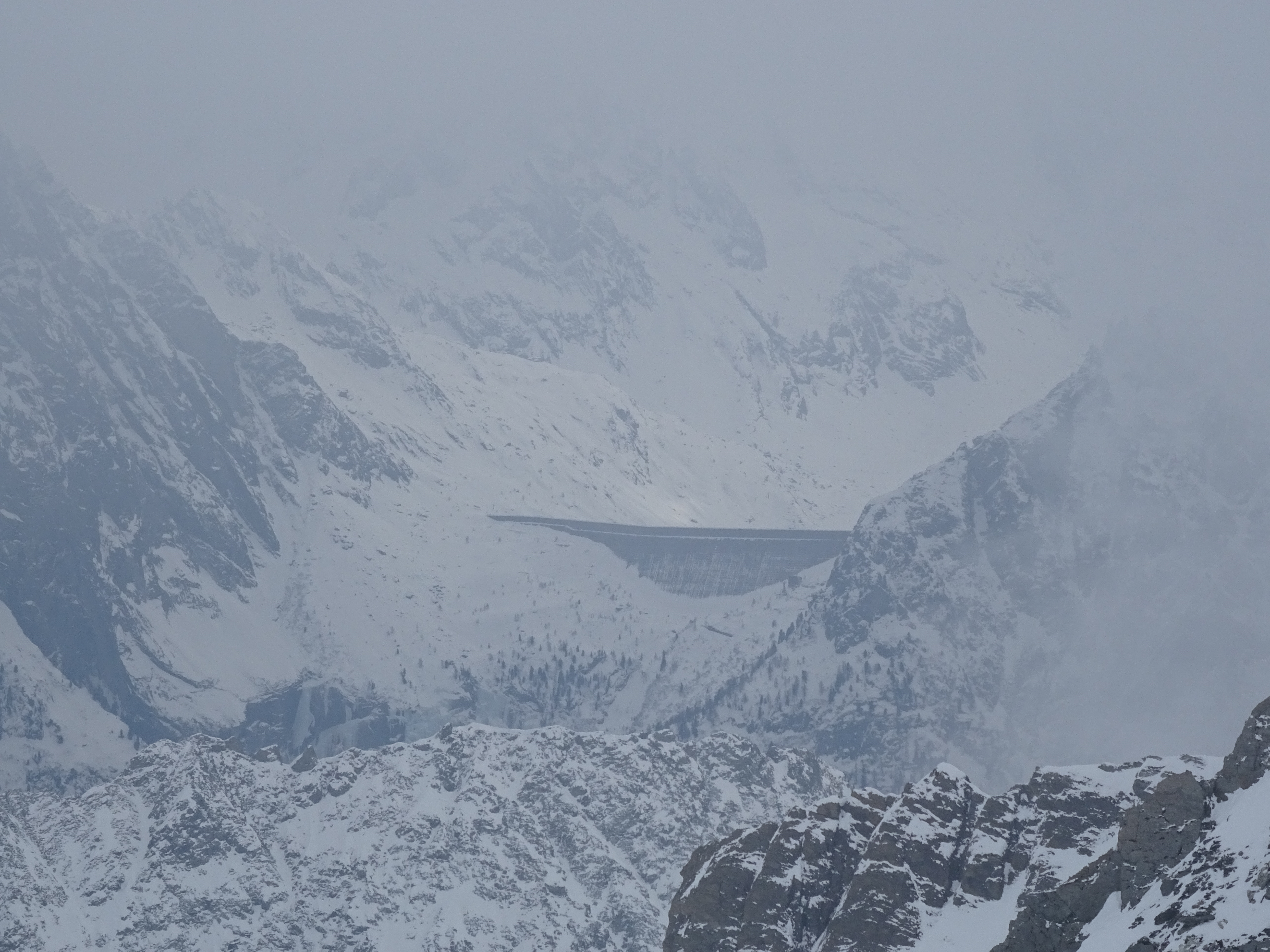
Blick nach Süden zum Staudamm des Albignasees.